# 1955 en sport automobile
Chronologie du Sport automobile
1954 en sport automobile - 1955 en sport automobile - 1956 en sport automobile

## Les faits marquants de l'année1955enSport automobile
- Juan Manuel Fangio champion du monde de Formule 1.
- Le norvégien Per Malling remporte le Rallye automobile Monte-Carlo sur une Sunbeam.
- Tim Flock remporte le championnat de la série NASCAR avec un montant total de 33 750 $(USD).

## Par mois

### Janvier
- 16 janvier, (Formule 1) : Grand Prix automobile d'Argentine.

### Avril
- 3 avril : Buck Baker remporte la course Wilkes County 160 en NASCAR Grand National.

### Mai
- 22 mai (Formule 1) : au volant de sa Ferrari 625, Maurice Trintignant remporte le Grand prix de Monaco devant Eugenio Castellotti (2e) et Jean Behra (3e), et devient le premier pilote français de l'histoire de la Formule 1 à gagner un Grand Prix de Formule 1.
- 30 mai : 500 miles d'Indianapolis.

### Juin
- 5 juin (Formule 1) : Grand Prix automobile de Belgique.
- 11 juin : départ de la vingt-troisième édition des 24 Heures du Mans qui sera marquée par un terrible accident qui endeuilla l'épreuve, après un peu plus de trois heures de course. La Mercedes no 20 de Pierre Levegh et John Fitch, pilotée à ce moment-là par Levegh décolle et s'écrase sur le talus séparant la piste des tribunes. En retombant, la voiture explose littéralement, tuant sur le coup son infortuné pilote, et expédiant des débris dans les tribunes, qui provoquent la mort de plus de 80 personnes.
- 12 juin : victoire de Mike Hawthorn et Ivor Bueb aux 24 Heures du Mans.
- 19 juin (Formule 1) : victoire de Juan Manuel Fangio au Grand Prix automobile des Pays-Bas.

### Juillet
- 16 juillet (Formule 1) : à l'issue du Grand Prix de Grande-Bretagne, disputé sur le circuit d'Aintree, qu'il termine à la seconde place derrière Stirling Moss, Juan Manuel Fangio remporte son troisième titre de champion du monde de Formule 1 au volant d'une Mercedes-Benz.

### Septembre
- 11 septembre (Formule 1) : Grand Prix automobile d'Italie.

### Octobre
- 10 octobre : Grand Prix d'Australie. (Hors Championnat)

## Naissances
- 16 février : Bruno Bouscary, pilote de rallye français.
- 4 mars : James Weaver, pilote automobile anglais.
- 6 mars : Jesús Pareja Mayo, pilote automobile espagnol.

- 9 mars : Teo Fabi, pilote automobile italien de Formule 1.
- 12 avril : Eduardo Dibós Silva, pilote automobile péruvien, († 14 février 2015).
- 10 juillet : Christian Jaquillard, pilote automobile suisse,
- 8 octobre : Bill Elliott, pilote automobile américain de NASCAR.
- 29 octobre : Didier Schraenen, pilote automobile et  commentateur sportif canadien.
- 16 décembre : Denis Giraudet, copilote de rallye automobile.

## Décès
- 9 février : Eddie Hearne, pilote automobile américain. (° 1er mars 1887).
- 1er mai : Mike Nazaruk, pilote automobile d'IndyCar américain, (° 2 octobre 1921).
- 30 mai : Bill Vukovich, pilote automobile américain, double vainqueur des 500 miles d'Indianapolis. (° 13 décembre 1918).
- 9 juillet : 
  - Don Beauman, pilote automobile anglais. (° 26 juillet 1928).
  - Leslie Thorne, pilote automobile écossais. (° 23 juin 1916).
- 10 juillet : Jerry Hoyt, pilote automobile d'IndyCar américain, (° 29 janvier 1929).
- 17 octobre : Joel Thorne, pilote automobile, ingénieur et playboy américain. (° 16 octobre 1914).
- 6 novembre : Jack McGrath, pilote automobile américain.  (° 6 novembre 1955).
- 24 décembre : Georges d'Arnoux de Limoges Saint-Saëns, acteur et assistant réalisateur français, également pilote automobile. (° 16 mars 1907).